# الیویا براون
الیویا براون (انگلیسی: Olivia Brown؛ زادهٔ ۱۰ آوریل ۱۹۶۰) یک هنرپیشه، و بازیگر سینما اهل ایالات متحده آمریکا است.